# Stand der Gesetzgebung des Bundes

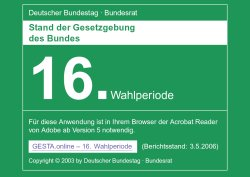
Titelblatt GESTA.online – © DBT

Stand der Gesetzgebung des Bundes (GESTA) war bis zur Sommerpause 2007 ein amtliches Informationssystem, das zu sämtlichen Gesetzesvorhaben der Bundesrepublik Deutschland wochenaktuell umfassende Informationen bot. Mit Einführung der neuen Datenbank namens Dokumentations- und Informationssystem für Parlamentsmaterialien (DIP) wurde das Online-Informationssystem „Stand der Gesetzgebung“ abgeschlossen, was bedeutet, dass seit diesem Zeitpunkt keine neuen Daten mehr aufgenommen werden. Bundesgesetze werden jedoch weiterhin mit einer GESTA-Ordnungsnummer herausgegeben, die innerhalb des DIP als Kriterium bei der Suche nach Gesetzgebungen genutzt werden kann.
Anhand von GESTA lassen sich insbesondere sämtliche Stationen eines Gesetzes oder einer Gesetzesänderung innerhalb des Gesetzgebungsverfahrens nachvollziehen, soweit diese vor dem Sommer 2007 liegen. Heute übernimmt die Datenbank „DIP“ diese Funktion.
Für EU-Richtlinien und EU-Verordnungen bieten Pre-Lex und ŒIL ähnliche Dokumentationen.

## Inhalt von GESTA
GESTA listet die im Deutschen Bundestag und Bundesrat eingebrachten Gesetzesinitiativen für Bundesgesetze auf, sortiert nach Wahlperiode und Sachgruppen. Neben dem Titel und einer Kurzzusammenfassung des Gesetzesantrages, sowie der Angabe zum Sachgebiet, entsprechend dem Fundstellennachweis (FNA), gibt GESTA Auskunft darüber
- wer das Gesetzesvorhaben eingebracht hat (z. B. die Bundesregierung, ein Bundesland, eine Bundestagsfraktion oder mehrere Abgeordnete einer Partei),
- ob der Bundesrat dem Gesetzesvorhaben zustimmen muss oder nur Einspruch erheben kann,
- welchen Anlass und welche Bezüge es zu dem Gesetz gibt (z. B. aktuelle Debatten oder konkrete Ereignisse),
- welche EU-Vorschriften Einfluss auf das Gesetzesvorhaben hatten (z. B. EU-Richtlinien oder -Verordnungen),
- wie der Stand der Beratungen ist bzw. welche Stationen der Gesetzesentwurf mit welchem Ergebnis bereits durchlaufen hat und
- wo alle Fundstellen zu den Entwürfen (samt Begründungen), Beschlüssen, Stellungnahmen, Empfehlungen, Berichten, Änderungsanträgen und Wortbeiträgen im Plenum, sowie mit den Angaben zur Verkündung im Bundesgesetzblatt etc. verortet sind.

Die angegebenen Fundstellen sind jeweils direkt verlinkt mit den Originaldokumenten des deutschen Bundestages und Bundesrates. Hierzu gehören beispielsweise Bundestagsdrucksachen und Plenarprotokolle – jeweils im Portable Document Format (PDF). Auch Amtsblätter der Europäischen Union stehen als Originaldokumente zur Verfügung, ebenso wie – eingeschränkt – Bundesgesetzblätter ab Jahrgang 1998 und völkerrechtliche Übereinkünfte und Verträge ab Jahrgang 2002.
Neben dem Hauptteil mit den einzelnen Gesetzesinitiativen enthält GESTA auch einen statistischen Überblick. Dieser informiert über die Gesamtzahl der beim Deutschen Bundestag und beim Bundesrat eingebrachten Gesetzentwürfe. Der Bestand wird dabei nach verschiedenen Aspekten aufgeschlüsselt, u. a. nach den Initiatoren und dem letzten Beratungsstand.

## Praktische Bedeutung
Praktische Bedeutung besitzt GESTA außerhalb der parlamentarischen Arbeit vor allem insoweit, als bei der Auslegung von rechtlichen Vorschriften der Wille des Gesetzgebers (Historische Auslegung) ein wichtiger Anhaltspunkt ist. Anhand der in GESTA aufgelisteten Originaldokumente ist es möglich, diesen Willen herauszufinden. Denn die Dokumente enthalten neben den verschiedenen Entwurfsfassungen auch ausführliche Begründungen zum Gesetzesvorhaben insgesamt sowie zu jeder einzelnen Vorschrift des Entwurfs. Ebenso ist jeder Ergänzungs-/Änderungsvorschlag und jede Ausschuss-Empfehlung mit einer Begründung versehen und in den jeweiligen Drucksachen veröffentlicht. Auch aus den Redebeiträgen im Plenum bzw. den Plenarprotokollen lassen sich Anhaltspunkte über die bei Entstehung des Gesetzes wesentlichen Gründe entnehmen.

## Herausgeber und Historie
Verantwortlich für die inhaltliche Bearbeitung von GESTA ist der Deutsche Bundestag, Referat Sach- und Sprechregister.
GESTA erschien seit 1973 als Loseblattsammlung und wurde bis zum Ende der 14. Legislaturperiode im Jahr 2002 über den Buchhandel vertrieben. Beginnend mit der 14. Legislaturperiode im Jahr 1998 waren die Einträge auch in digitalisierter Form als GESTA.online abrufbar. GESTA.online wird seit der 16. Wahlperiode nunmehr in veränderter Form als integrierter Bestandteil des Dokumentations- und Informationssystems für Parlamentsmaterialien (DIP) des Deutschen Bundestages weitergeführt und regelmäßig aktualisiert.